# Och resan fortsätter här
Och resan fortsätter här är den svenska musikgruppem Pluxus andra skiva, släppt 2000.

## Låtförteckning
1. Caravelle
2. Pluxor
3. Magnetiska fält
4. Den mörka stjärnan
5. Djurens kavalkad
6. Sniff
7. Hacka, gräva, skotta, såga
8. Adjöss
9. Fortsätt ni, så går jag hem.